# Guipuscoà
El guipuscoà (en basc, gipuzkera) és un dialecte del basc, també conegut com a dialecte central (en basc, erdialdeko euskara), que es parla a la part central de Guipúscoa, així com a Leitzaldea (Navarra).

## Extensió
El guipuscoà no es parla en tota Guipúscoa. A la conca del riu Deba, des de Salines de Léniz fins a Elgoibar es parla biscaí; i a Oiartzun i a la conca del riu Bidasoa, fins a finals del segle xx es parlava l'alt navarrès. No obstant això, la frontera entre el guipuscoà i l'alt navarrès està canviant en favor dels trets guipuscoans, segurament a conseqüència del prestigi que ha tingut durant molt temps i la influència dels mitjans de comunicació a Guipúscoa.

## Variants del guipuscoà
El guipuscoà actual té quatre variants principals: 
- Variant de Beterri (des de la zona de Tolosa fins a Sant Sebastià).
- Variant del Goierri.
- Variant de la zona d'Urola (des de Zarautz a Mutriku).
- Guipuscoà de Navarra (Araitz, Basaburua, Larraun, Imotz).

## Importància
El guipuscoà ha estat un dels principals dialectes històrics del basc, i ha estat llengua literària des del segle xviii fins ara. En ell es basa en gran part l'euskera batua, actualment parlat majoritàriament, especialment a Àlaba. Avui en dia, el guipuscoà, igual que els altres dialectes del basc i, en general, el basc que parlen els guipuscoans, està canviant a l'euskera batua, a causa de la força que tenen els mitjans de comunicació i la literatura.